# Franc Černelič
Franc Černelič, slovenski politik, poslanec in inženir organizacije dela, * 18. december 1944.

## Življenjepis
Leta 1992 je bil izvoljen v 1. državni zbor Republike Slovenije; v tem mandatu je bil član naslednjih delovnih teles:
- Odbor za spremljanje uresničevanja Resolucije o izhodiščih zasnove nacionalne varnosti Republike Slovenije (podpredsednik),
- Komisija za lokalno samoupravo,
- Odbor za infrastrukturo in okolje in
- Odbor za obrambo.